# Humboldt-Viadrina School of Governance
Die Humboldt-Viadrina School of Governance war eine 2003 von der Humboldt-Universität zu Berlin und der Europa-Universität Viadrina Frankfurt (Oder) als Partnerprojekt ins Leben gerufene „spezielle Hochschule für Politikentwicklung und -management“, an der ein berufsbegleitender Masterstudiengang (Master of Public Policy, MPP) absolviert werden konnte. 2014 wurde zunächst Insolvenz beantragt und schließlich der Lehrbetrieb eingestellt.

## Geschichte
Die Gründung der School of Governance wurde erstmals im November 2003 von Gesine Schwan und dem Präsidenten der Humboldt-Universität, Jürgen Mlynek, bekannt gegeben. Zum Gründungsteam gehören zudem Stephan Breidenbach von der Europa-Universität Viadrina, Alexander Blankenagel von der Humboldt-Universität zu Berlin sowie der Gründer von Transparency International und Chairman der Extractive Industries Transparency Initiative (EITI), Peter Eigen.
Die Aufnahme des Lehrbetriebs hatte sich seit Bekanntgabe der Gründung aus unterschiedlichen Gründen mehrmals verzögert. 2004 scheiterte sie an unterschiedlichen Auffassungen zwischen Gründungsteam und einem privaten Sponsor bezüglich der inhaltlichen Ausrichtung der School. Erst 2006 konnte durch die Gründung der Stiftung Governance School unter dem Dach des Stifterverbandes für die Deutsche Wissenschaft die längerfristige Finanzierung der Humboldt-Viadrina sichergestellt werden. Die letzten Hürden für die Aufnahme des Lehrbetriebs wurden Anfang des Jahres 2009 genommen. Der Akademische Senat der Humboldt-Universität stimmte im Januar 2009 der Einrichtung des berufsbegleitenden Master-Studiengangs „Public Policy“ zu. Das Kuratorium der HU bestätigte schließlich in seiner Sitzung im März 2009 die Einrichtung des Studiengangs, so dass ab Wintersemester 2009/2010 die ersten Studenten ihr Studium aufnehmen konnten. Im Juni 2010 wurde Gesine Schwan durch den Aufsichtsrat der School zur Präsidentin gewählt. Am 27. März 2014 hat die Hochschule aufgrund finanzieller Engpässe beim Amtsgericht Charlottenburg einen Insolvenzantrag gestellt. Der Lehrbetrieb wurde zum 1. Juni 2014 eingestellt.
Nachfolgeprojekt ist die Berlin Governance Platform gGmbH (bis 2022 unter dem Namen Humboldt-Viadrina Governance Platform gGmbH).

## Gründungskonzeption
Lehr- und Forschungstätigkeit der Humboldt-Viadrina war auf die Professionalisierung politischer Kräfte aus vielfältigen gesellschaftlichen Bereichen ausgerichtet. Motiv für die Gründung – so die ehemalige Präsidentin der Europa-Universität Viadrina und Mitbegründerin der School, Gesine Schwan – sei „der wachsende Reformbedarf in Politik, Behörden und Drittem Sektor“, der es erfordere, Führungskräfte in Politik, Wirtschaft und zivilgesellschaftlichen Organisationen „gezielt auf öffentliche Gestaltungs- und Managementaufgaben vorzubereiten“.
Die Humboldt-Viadrina lehnte sich somit an das angelsächsische Modell der Professional Schools an. Das „politische Institutionen- und Akteursgeflecht“, welches mit dem Begriff Governance erfasst wird, gilt es demnach nicht nur theoretisch-konzeptionell zu durchdringen, sondern ebenso praktisch zu befähigen. Einer der Grundsätze der School ist entsprechend der Anspruch, Theorie und Praxis gleichberechtigt nebeneinanderzustellen und „Schlüsselfähigkeiten für ein erfolgreiches Umsetzen von Politikentwürfen“ zu vermitteln. Nicht nur analytische Kompetenzen, sondern auch so genannte ‚skills‘ wie zum Beispiel Projektmanagement, Mediation und Verhandlungsführung waren somit Teil der Ausbildung.
Konzeptionell lag der Humboldt-Viadrina dabei als Leitidee das Prinzip der „Good Governance“ zu Grunde, d. h., es ging nicht nur um die wissenschaftliche Durchdringung und praktische Aneignung von modernen Governance-Formen, sondern es sollten Möglichkeiten und Bedingungen einer „guten, demokratischen Regierungsweise“ im Spannungsfeld von Politik, Wirtschaft und Zivilgesellschaft eruiert und Good Governance somit realisiert werden. Entsprechend lag die Besonderheit der School ihrem Selbstverständnis nach in der Zielsetzung, Akteure aus den Bereichen Staat, Wirtschaft und Zivilgesellschaft zusammenzuführen und durch die gemeinsame Politikformulierung, -implementation und -evaluation „politische Plattform für Anstoß und Konzeption von politischen und gesellschaftlichen Veränderungsprozessen“ zu sein.

## Lehre
Die starke Praxisorientierung der School fand ihren Ausdruck auch in der inhaltlichen Gestaltung des postgradualen Master of Public Policy, der als berufsbegleitender Studiengang konzipiert wurde und auf Studierende vielfältiger disziplinärer Verortung zielte, die bereits Berufserfahrung haben und/oder beruflich an eine Institution bzw. Organisation rückgebunden sind. Diese wiederum konnten Gegenstand/Adressat der praktischen Projektarbeit der Studenten sein, die ein zentraler Bestand des MPP ist. Die Studenten sollen während ihrer viersemestrigen Studienzeit konkrete problemorientierte Vorhaben in der eigenen Institution oder Organisation konzeptionell erarbeiten und umsetzen. Dies konnte zum Beispiel die Durchführung eines Corporate-Social-Responsibility-Konzepts für ein Unternehmen, die Kommunikation und Positionierung einer NGO oder die Konzeption eines Social Business sein.
Gemäß der grundlegenden Zielsetzung der School, Akteure aus unterschiedlichen gesellschaftlichen Bereichen und wissenschaftlichen Disziplinen zusammenzuführen, rekrutierten sich die Dozenten nicht nur aus den beiden Trägeruniversitäten, auch wenn der MPP akademisch von diesen verantwortet wurde. Finanziert wurde die School zudem ausschließlich aus privaten Mitteln und Studiengebühren, für die Stipendien zur Verfügung standen.

## Gebäude
Die Humboldt-Viadrina School of Governance ist 2006 ins Berliner Regierungsviertel, in die
Wilhelmstraße 67, gezogen. Das ehemalige Charité-Gebäude, das in den 1870er Jahren nach den Entwürfen von Paul Emanuel Spieker gebaut wurde, umfasst 1500 m² und soll bis zu 200 Studierende aufnehmen können. Ende der 1990er Jahre wurde es für 3,3 Millionen Euro saniert und diente der Berliner Landesvertretung bis 2002 als Sitz, bevor diese in das Rote Rathaus umzog. Die School teilte sich die Räumlichkeiten mit Kooperationspartnern aus dem zivilgesellschaftlichen Bereich, unter anderem mit der Initiative zur Förderung von Transparenz im Rohstoffhandel (Extractive Industries Transparency Initiative).

## Bibliothek
Im Gebäude befand sich zudem die Bibliothek der Humboldt-Viadrina, eine interdisziplinäre Fachbibliothek zu den Themen Zivilgesellschaft, Philanthropie und Nonprofit-Sektor. Die Bibliothek wurde Anfang 2007 vom Maecenata Institut für Philanthropie und Zivilgesellschaft an die Humboldt-Viadrina School of Governance übergeben und umfasst Fachbücher, Zeitschriften, Jahresberichte von Stiftungen und andere Materialsammlungen, die sich schwerpunktmäßig mit den Themen Zivilgesellschaft, Philanthropie und Nonprofit-Bereich auseinandersetzen.